# Исключительная экономическая зона России
Россия занимает 4-е место в мире по величине исключительной экономической зоны — 7 566 673 км².
ИЭЗ России граничит с зонами Норвегии, Финляндии, Швеции, Эстонии, Литвы и Польши на западе, Сибири (США) на востоке, Японии, Северной Кореи и Южной Кореи на юго-востоке и Азербайджана, Казахстана, Грузии, Турции и Украины на юге.

## Территориальные претензии

#### Япония
Существует давний спор с Японией по поводу южной части Курильских островов. Спор восходит ко временам Советского Союза и Ялтинскому соглашению (февраль 1945 г.).

#### Норвегия
- В 2010 г. был разрешен спор между Норвегией и Россией о территориальных водах и ИЭЗ в отношении архипелага Шпицберген, поскольку он влияет на ИЭЗ России из-за его уникального договорного статуса. Договор был согласован между двумя государствами в апреле 2010 года и впоследствии официально ратифицирован, разрешив этот спор о демаркации[3]. Соглашение было подписано в Мурманске 15 сентября 2010 г.[4]